# Francis John Brennan
Francis John Joseph Brennan (7 de maio de 1894 - 2 de julho de 1968) foi um cardeal americano da Igreja Católica Romana . Ele serviu como Decano da Rota Romana de 1959 a 1968, e depois como Prefeito da Congregação para a Disciplina dos Sacramentos de 1968 até sua morte. Brennan foi elevado ao cardinalato em 1967.

## Biografia
Um americano de Irish extração, Francis Brennan nasceu em Shenandoah , Pensilvânia , para James e Margaret (née Connors) Brennan. Ele estudou no St. Charles Borromeo Seminary em Overbrook antes de continuar seus estudos em Roma , onde frequentou o Pontifício Ateneu Romano S. Apollinare e o Pontifício Seminário Romano . Ele foi ordenado ao sacerdócio pelo Cardeal Basilio Pompilj em 03 de abril de 1920.
Após seu retorno aos Estados Unidos , Brennan fez um trabalho pastoral na Arquidiocese da Filadélfia de 1924 a 1928, quando se tornou membro do corpo docente de sua alma mater no St. Charles Seminary. Ele também era um oficial da arquidiocese cúria de Filadélfia de 1937 a 1940. Descrito como um "brilhante canonista ", foi nomeado um auditor da Rota Romana em 1 de agosto de 1940, subindo para tornar a sua Dean em dezembro de 14, 1959.
Em 10 de junho de 1967, Brennan foi nomeado Arcebispo Titular de Tubunas na Mauritânia pelo Papa Paulo VI . Ele recebeu sua consagração episcopal no dia 25 de junho do Cardeal Eugène-Gabriel-Gervais-Laurent Tisserant , com os bispos Joseph Carroll McCormick e Luigi Faveri servindo como co-consagradores , na igreja de Sant'Anselmo all'Aventino .
Paulo VI criou o cardeal-diácono de S. Eustachio no consistório no dia seguinte, em 26 de junho de 1967. Brennan mais tarde foi nomeado Prefeito da Congregação para a Disciplina dos Sacramentos em 15 de janeiro de 1968.
O cardeal morreu de um ataque cardíaco na Filadélfia, aos 74 anos. Na época de sua morte, ele subiu ao posto mais alto dentro da Santa Sé alguma vez ocupada por um americano. Brennan está enterrado na cripta da SS. Catedral de Pedro e Paulo-Basílica .